# Zometapina
La zometapina (CI-781) è uno psicofarmaco, nello specifico un antidepressivo, che è un derivato delle pirazolodiazepine. La sua struttura molecolare è molto simile alle tienodiazepine e non è correlata ad altre classi di farmaci antidepressivi.